# Atomic Rooster
Gli Atomic Rooster sono un gruppo musicale rock britannico attivo dai primi anni settanta.

## Storia del gruppo

### Anni settanta
Gli Atomic Rooster si formarono nel 1969 su iniziativa del tastierista Vincent Crane e del batterista Carl Palmer, entrambi provenienti dai Crazy World di Arthur Brown. Con l'inclusione del bassista Nick Graham, il trio pubblicò il primo album Atomic Roooster, considerato dalla critica specializzata come il loro miglior lavoro. La musica è riconducibile a un certo rock duro con risvolti mistici e occulti, secondo uno dei modelli tipici del periodo e tentato con maggior fortuna anche dai contemporanei Black Sabbath. Subito dopo l'incisione, a breve distanza l'uno dall'altro sia Graham che Palmer abbandonarono il gruppo: Palmer raggiunse Keith Emerson e Greg Lake per dare vita agli Emerson, Lake & Palmer, mentre Graham entrò negli Skin Alley.
Crane reclutò pertanto il chitarrista/cantante John Du Cann e il batterista Paul Hammond, registrando e pubblicando il secondo album Death Walks Behind You. L'anno dopo fu volta di In Hearing of Atomic Rooster, il primo con il cantante Peter French, scelto da Crane in quanto non soddisfatto della performance vocale di Du Cann. Quest'ultimo, insieme a Hammond, lasciarono gli Atomic Rooster per formare gli Hard Stuff, portando Crane ad arruolare Steve Bolton alla chitarra e Ric Parnell alla batteria; ne seguirà un tour al termine del quale French lascerà il gruppo per entrare nei Cactus. Rimpiazzato da Chris Farlowe, il quartetto incide nel 1972 il quarto album Made in England. Alla fine dell'anno Bolton lasciò il gruppo e fu sostituito da John Goodsall (in seguito suonerà con i Brand X) che assunse lo pseudonimo di Johnny Mandala.
Con la formazione rinnovata, nel 1973 produssero l'album Nice 'n' Greasy, nel quale era presente il singolo Save Me, una rivisitazione in stile funk del brano Friday the 13th. Dopo circa due anni che non venivano prodotte canzoni, la Dawn Records cessò i rapporti con gli Atomic Rooster e la band iniziò a sciogliersi. Dopo un tour, Farlowe, Mandala e Parnell uscirono dal gruppo.
Il singolo Tell Your Story, Sing Your Song, uscì nel 1974 a nome di Vincent Crane's Atomic Rooster per Decca. Per di più nel 1975, durante una tournée degli Atomic Rooster in Italia, Crane si defila con la cassa, piantando in asso gli altri. Tra i musicisti rimasti a piedi, il batterista Parnell deciderà di conseguenza di fermarsi in Italia e finirà per suonare prima con i Nova e poi con i New Trolls.
Per il resto degli anni settanta Crane inciderà altri album di minor successo, sempre a nome Atomic Rooster, decidendo infine di sciogliere il gruppo.

### Anni ottanta
Nel 1980 Crane ricontattò Du Cann per riformare il gruppo e, una volta arruolato alla batteria Preston Heyman, incisero il quinto album omonimo. Ne seguì il relativo tour, ma nel mese di ottobre Heyman lasciò gli Atomic Rooster, venendo sostituito da Paul Hammond. L'anno seguente si esibirono al Reading Festival, evento al quale Du Cann non poté prendere parte e fu sostituito in via provvisoria da Mick Hawksworth. Scelto John McCoy come bassista definitivo della formazione, il gruppo incise alcuni singoli per la Polydor Records.
Dopo ulteriori cambi di formazione, dove rimasero solo Crane e Hammond, nel 1983 fu pubblicato il settimo ed ultimo album in studio Headline News.
I piani per la riunione della band negli anni novanta vengono spezzati dalla morte di Crane, per suicidio, nel giorno di S. Valentino del 1989.

## Formazione
Attuale
- Pete French – voce (1971, 2016-presente)
- Steve Bolton – chitarra (1971-1972, 2016-presente)
- Shug Millidge – basso (2016-presente)
- Bo Walsh – batteria (2016-presente)
- Adrian Gautrey – tastiera (2017-presente)

Ex componenti
- Carl Palmer – batteria (1969-1970)
- Nick Graham – voce, basso, flauto (1969-1970)
- Chris Farlowe – voce (1972-1974)
- John Goodsall – chitarra (1972-1974)
- Ric Parnell – batteria (1970, 1971-1974)
- Sam Sampson – voce (1974-1975)
- Andy Johnson – chitarra (1974-1975)
- Denny Barnes – chitarra (1974-1975)
- Bob Rennie – basso (1974-1975)
- Lee Baxter Hayes – batteria (1974-1975)
- Preston Heyman – batteria (1980)
- Ginger Baker – batteria (1980)
- Mick Hawksworth – basso (1982)
- John Du Cann – chitarra, voce, basso (1970-1971, 1980-1982)
- Bernie Tormé – chitarra (1983)
- John Mizarolli – chitarra (1983)
- John McCoy – basso (1982-1983)
- Paul Hammond – batteria (1970-1971, 1980-1983)
- Vincent Crane – tastiera, pianoforte, sintetizzatore, voce (1969-1975, 1980-1983)
- Christian Madden – tastiera (2016-2017)

## Discografia

### Album in studio
- 1970 – Atomic Roooster
- 1970 – Death Walks Behind You
- 1971 – In Hearing of Atomic Rooster
- 1972 – Made in England
- 1973 – Nice 'n' Greasy
- 1980 – Atomic Rooster
- 1983 – Headline News

### Album dal vivo
- 1993 – BBC Radio 1 Live in Concert 1972
- 1998 – Devil's Answer-BBC Sessions
- 2000 – Live and Raw 70/71
- 2000 – Live in Germany 1983
- 2002 – Live at the Marquee 1980

### Raccolte
- 1974 – Assortment
- 1977 – Home to Roost
- 1989 – The Devil Hits Back
- 1991 – Space Cowboy
- 1992 – The Best of Atomic Rooster Volumes 1 & 2
- 1997 – In Satan's Name: The Definitive Collection
- 1999 – The First 10 Explosive Years
- 2000 – Rarities
- 2001 – The First 10 Explosive Years Volume 2
- 2001 – Heavy Soul
- 2008 – Homework
- 2009 – Anthology 1969-81

### Singoli
- 1970 – Friday the 13th/Banstead
- 1971 – Tomorrow Night/Play the Game
- 1971 – Devil's Answer/The Rock
- 1972 – Stand by Me/Never to Lose
- 1972 – Save Me/Close Your Eyes
- 1974 – Tell Your Story, Sing Your Song (als Vincent Crane's Atomic Rooster)
- 1980 – Do You Know Who's Looking For You?/Throw Your Life Away
- 1981 – Play It Again
- 1982 – End of the Day
- 1983 – Land of Freedom/Carnival